# Joel Isasi
Joel Isasi González (* 13. Juli 1967 in Matanzas) ist ein ehemaliger kubanischer Sprinter.
Sein größter Erfolg war der Gewinn der Bronzemedaille in der 4-mal-100-Meter-Staffel bei den Olympischen Spielen 1992 in Barcelona. Die kubanische Staffel in der Aufstellung Andrés Simón, Joel Lamela, Joel Isasi und Jorge Aguilera erreichte das Ziel in 38,00 s hinter den Mannschaften der USA (37,40 s, damaliger Weltrekord) und Nigerias (37,98 s).
Isasi siegte bei den Zentralamerika- und Karibikspielen 1990 in Mexiko-Stadt und 1993 in Ponce jeweils über 100 m. Weitere internationale Finalplatzierungen erreichte er bei den Leichtathletik-Hallenweltmeisterschaften 1991 in Sevilla mit Rang fünf und 1993 in Toronto mit Rang sechs im 60-Meter-Lauf. Außerdem erreichte er bei den Leichtathletik-Weltmeisterschaften 1995 in Göteborg die Halbfinalrunde über 100 m und belegte bei den Olympischen Spielen 1996 in Atlanta mit der Staffel den sechsten Platz.
Joel Isasi ist 1,68 m groß und hatte ein Wettkampfgewicht von 72 kg.

## Bestleistungen
- 100 m: 10,22 s, 6. August 1995, Göteborg
- 200 m: 21,64 s, 3. Juni 1995, Sevilla
- 60 m: 6,59 s, 12. März 1993, Toronto